# Flugplatz Eggersdorf

i7
i11
i13

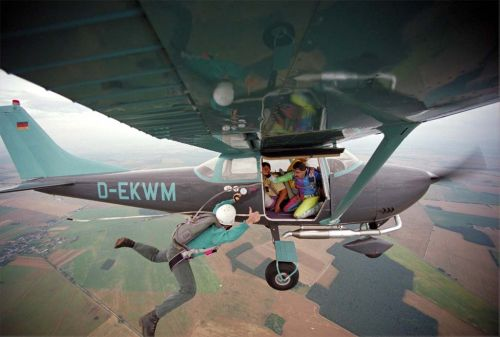
Fallschirmsprung auf dem Flugplatz Eggersdorf

Der Flugplatz Eggersdorf (ICAO-Code: EDCE) ist ein Sonderlandeplatz neben dem Ortsteil Eggersdorf der Stadt Müncheberg im brandenburgischen Landkreis Märkisch-Oderland, etwa 50 km östlich von Berlin.

## Daten
Zugelassen ist der Flugplatz für ein maximales Abfluggewicht von 5700 kg. Neben der Hauptstart- und Landebahn verfügt der Platz auch über eine extra ausgewiesene Segelflugbetriebsfläche von circa 1200 m Länge.

## Geschichte
Der Flugplatz Eggersdorf wurde etwa 1938 als militärischer Ausweichflugplatz der Luftwaffe angelegt. Eine Nutzung als Schulungsplatz erfolgte durch die Flugzeugführerschulen Frankfurt (Oder) (April 1938 – Januar 1945) und Fürstenwalde (November 1939 – August 1944). In der Endphase des Zweiten Weltkriegs lagen Teile des Schlachtgeschwaders 9 sowie verschiedene Jagdfliegereinheiten des Jagdgeschwaders 51 und Jagdgeschwaders 54 in Eggersdorf und flogen von hier aus Einsätze gegen die vorrückende Rote Armee. In der Nacht auf den 18. April 1945 flogen sowjetische Nachtbomber Angriffe auf den Platz, und, nachdem sich die verbliebenen Luftwaffenverbände am Nachmittag des gleichen Tages abgesetzt hatten, erfolgte die Besetzung durch sowjetische Bodentruppen am darauffolgenden 19. April. Die sowjetischen Luftstreitkräfte verlegten ebenfalls einige Jagdfliegereinheiten nach Eggersdorf, die bis zum Kriegsende noch einige Einsätze flogen.
Nach dem Ende des Zweiten Weltkriegs 1945 wurde der Platz zwei Jahre lang durch die Gruppe der Sowjetischen Besatzungstruppen in Deutschland genutzt, von 1947 bis 1952 blieb der Platz ungenutzt. Ab 1952 fand der Platz als Ausbildungszentrum für Segelfliegen und Fallschirmspringen Verwendung. 1957 begann die erneute Nutzung durch die motorisierte Luftfahrt. Die Luftsportaktivitäten endeten im Jahr 1968 mit der Übernahme als NVA-Luftstützpunkt. Noch im selben Jahr begann die Nutzung des Flugplatzes als Dezentralisierungsflugplatz des JG-8, nachdem ab 1966 ein Ausbau durch das BPiB-14 (Baupionierbataillon) erfolgt war. Die Piloten des JG-8 führten in Eggersdorf auch ihre alljährlich vorgeschriebenen Pflicht-Fallschirmsprünge durch. Betreiber des Flugplatzes war das so genannte Feldflugplatzkommando Müncheberg, das am 1. Dezember 1971 in Feldflugplatzkommando-8 umbenannt und ins FTB-8 (Fliegertechnisches Bataillon) eingegliedert wurde. Der Rufname des Platzes lautete Messing. Die Funk- und Flugsicherungsgeräte wurden durch den Nachrichten- und Flugsicherungszug (gehörte zum NFB-8 (Nachrichten- und Flugsicherungsbataillon) Tarnname: Profileisen 70) betrieben. Des Weiteren war auf dem Flugplatz eine Funkstation der Nachrichtenkompanie des NFB-8 entfaltet. Ab 1986 wurde Eggersdorf in den Schulbetrieb des TG-44 einbezogen, dessen Angehörige mit Tu-134A hier das Starten und Landen auf unbefestigten Plätzen übten.
Die militärische Nutzung des Platzes wurde 1990 eingestellt und die Anlagen und Geräte zurückgebaut.
Mit der Gründung des Segelfliegerclubs (1990) und der Ultraleichtflugschule (seit 1991) steht Eggersdorf wieder für die zivile Luftfahrt zur Verfügung und erhielt 1993 die Zulassung als Verkehrslandeplatz. Heute werden in Eggersdorf neben der Nutzung als Landeplatz Ultraleichtflugzeuge auf dem Gelände gefertigt. Dort steht das erste und einzige Fliegerdorf Deutschlands, der Fliegerhorst mit acht Hallen und integriertem Wohnteil.
Im August 2012 wurde eine Teilfläche des Flugplatzes von circa 40 Hektar in einen Solarpark umgewandelt. Damit verbunden war eine Einkürzung der Start- und Landebahn für den Motorflug von ehemals 2350 m auf jetzt 1200 m.

## Zwischenfälle
Am 19. Juli 2020 flog ein Ultraleichtflugzeug in den Tower. Die beiden Insassen wurden verletzt.